# سميثفيلد
سميثفيلد (بالإنجليزية: Smithfield)‏ هي مدينة أمريكية ومركز مقاطعة جونستون في ولاية كارولاينا الشمالية في الولايات المتحدة الأمريكية.

## التركيبة السكانية
حدّد مكتب تعداد الولايات المتحدة بيانات التركيبة السكانية لسميثفيلد في تعداد الولايات المتحدة. في ما يلي، التركيبة السكانية حسب تعدادي 2000 و2010.

### تعداد عام 2000
بلغ عدد سكان سميثفيلد 11,510 نسمة بحسب تعداد عام 2000، وبلغ عدد الأسر 4,417 أسرة وعدد العائلات 2,675 عائلة مقيمة في البلدة. في حين سجلت الكثافة السكانية 372.4 نسمة لكل كيلومتر مربع (964.5/ميل2). وبلغ عدد الوحدات السكنية 4,674 وحدة بمتوسط كثافة قدره 151.2 لكل كيلومتر مربع (391.6/ميل2). وتوزع التركيب العرقي للبلدة بنسبة 62.66% من البيض و30.99% من الأمريكيين الأفارقة و0.43% من الأمريكيين الأصليين و0.63% من الأمريكيين ذوي الأصول الآسيوية و0.02% من سكان جزر المحيط الهادئ و4.14% من الأعراق الأخرى و1.13% من عرقين مختلطين أو أكثر و9.90% من الهسبانيون أو اللاتينيون من أي عرق.
بلغ عدد الأسر 4,417 أسرة كانت نسبة 30.7% منها لديها أطفال تحت سن الثامنة عشر تعيش معهم، وبلغت نسبة الأزواج القاطنين مع بعضهم البعض 42.1% من أصل المجموع الكلي للأسر، ونسبة 14.9% من الأسر كان لديها معيلات من الإناث دون وجود شريك، بينما كانت نسبة 3.6% من الأسر لديها معيلون من الذكور دون وجود شريكة وكانت نسبة 39.4% من غير العائلات. تألفت نسبة 35.7% من أصل جميع الأسر من عدة أفراد يعيشون في نفس المنزل ونسبة 16.3% كانت تتألف من شخص يعيش بمفرده يبلغ من العمر 65 عاماً أو أكثر. وبلغ متوسط حجم الأسرة المعيشية 2.30، أما متوسط حجم العائلات فبلغ 2.97.
بلغ العمر الوسطي للسكان 38.9 عاماً. وكانت نسبة 21.2% من القاطنين تحت سن الثامنة عشر، وكانت نسبة 7.1% بين الثامنة عشر والرابعة والعشرين عاماً، ونسبة 24.1% كانت واقعةً في الفئة العمرية ما بين الخامسة والعشرين والرابعة والأربعين عاماً، ونسبة 21.3% كانت ما بين الخامسة والأربعين والرابعة والستين، ونسبة 14.7% كانت ضمن فئة الخامسة والستين عاماً فما فوق. يوجد لكل 100 أنثى 87.6 ذكر، ويوجد لكل 100 أنثى في الثامنة عشر من عمرها فما فوق 82.3 ذكر.
بلغ متوسط دخل الأسرة في البلدة 27,813 دولارًا، أما متوسط دخل العائلة فبلغ 37,929 دولارًا. وكان متوسط دخل الذكور 29,567 دولارًا مقابل 24,440 دولارًا للإناث. وسجل دخل الفرد الخاص بالبلدة 18,012 دولارًا. وكانت نسبة 14.5% من العائلات ونسبة 20.6% من السكان تحت خط الفقر، وكان من هؤلاء نسبة 27.3% تحت سن الثامنة عشر ونسبة 19.2% في الخامسة والستين من العمر وما فوق.

### تعداد عام 2010
بلغ عدد سكان سميثفيلد 10,966 نسمة بحسب تعداد عام 2010، وبلغ عدد الأسر 4,363 أسرة وعدد العائلات 2,632 عائلة مقيمة في البلدة. في حين سجلت الكثافة السكانية 354.8 نسمة لكل كيلومتر مربع (918.9/ميل2). وبلغ عدد الوحدات السكنية 4,834 وحدة بمتوسط كثافة قدره 156.4 لكل كيلومتر مربع (405.1/ميل2). وتوزع التركيب العرقي للبلدة بنسبة 56.93% من البيض و27.23% من الأمريكيين الأفارقة و0.48% من الأمريكيين الأصليين و0.80% من الأمريكيين ذوي الأصول الآسيوية و0.06% من سكان جزر المحيط الهادئ و12.55% من الأعراق الأخرى و1.94% من عرقين مختلطين أو أكثر و19.28% من الهسبانيون أو اللاتينيون من أي عرق.
بلغ عدد الأسر 4,363 أسرة كانت نسبة 29.9% منها لديها أطفال تحت سن الثامنة عشر تعيش معهم، وبلغت نسبة الأزواج القاطنين مع بعضهم البعض 38.2% من أصل المجموع الكلي للأسر، ونسبة 16.5% من الأسر كان لديها معيلات من الإناث دون وجود شريك، بينما كانت نسبة 5.7% من الأسر لديها معيلون من الذكور دون وجود شريكة وكانت نسبة 39.7% من غير العائلات. تألفت نسبة 35.4% من أصل جميع الأسر من عدة أفراد يعيشون في نفس المنزل ونسبة 17.4% كانت تتألف من شخص يعيش بمفرده يبلغ من العمر 65 عاماً أو أكثر. وبلغ متوسط حجم الأسرة المعيشية 2.35، أما متوسط حجم العائلات فبلغ 3.03.
بلغ العمر الوسطي للسكان 41.6 عاماً. وكانت نسبة 22.5% من القاطنين تحت سن الثامنة عشر، وكانت نسبة 8.3% بين الثامنة عشر والرابعة والعشرين عاماً، ونسبة 23.2% كانت واقعةً في الفئة العمرية ما بين الخامسة والعشرين والرابعة والأربعين عاماً، ونسبة 25.2% كانت ما بين الخامسة والأربعين والرابعة والستين، ونسبة 20.8% كانت ضمن فئة الخامسة والستين عاماً فما فوق. وتوزع التركيب الجنسي للسكان بنسبة 46.3% ذكور و53.7% إناث.

## أعلام
- جون تاونسند
- جيمس وارد موريس
- راي تانر
- باري فووت
- فيلي سميث